# L'últim autobús
L'últim autobús (títol original en anglès, The Last Bus) és una pel·lícula dramàtica del 2021 dirigida per Gillies MacKinnon. És protagonitzada per Timothy Spall com un senyor gran que recorre el Regne Unit per escampar les cendres de la seva difunta dona. Es va estrenar al Regne Unit el 27 d'agost de 2021. S'ha doblat al català.